# Daniel Fleeman
Daniel "Dan" Fleeman (Burton upon Trent, Staffordshire, 3 d'octubre de 1982) és un ciclista anglès, professional del 2007 al 2011.

## Palmarès
- 2004
  -  Campió del Regne Unit sub-23 en ruta
- 2008
  - 1r a la Volta als Pirineus
- 2008
  - 1r a la Rutland-Melton International CiCLE Classic